# Rettbergsaue bei Wiesbaden
Rettbergsaue bei Wiesbaden este o arie protejată (arie specială de conservare — SAC, sit de importanță comunitară — SCI) din Germania întinsă pe o suprafață de 71,08 ha, integral pe uscat.

## Localizare
Centrul sitului Rettbergsaue bei Wiesbaden este situat la coordonatele 50°02′06″N 8°13′22″E / 50.035°N 8.2228°E.

## Înființare
Situl Rettbergsaue bei Wiesbaden a fost declarat sit de importanță comunitară în iulie 2001 pentru a proteja 15 specii de animale. Situl a fost protejat și ca arie specială de conservare în martie 2008.

## Biodiversitate
Situată în ecoregiunea continentală, aria protejată conține 3 habitate naturale: Cursuri de apă de la nivel de câmpie la nivel montan, cu vegetație Ranunculion fluitantis și Callitricho-Batrachion, Păduri aluvionare cu Alnus glutinosa și Fraxinus excelsior (Alno-Padion, Alnion incanae, Salicion albae), Păduri mixte riverane de Quercus robur, Ulmus laevis și Ulmus minor, Fraxinus excelsior sau Fraxinus angustifolia, de-a lungul marilor râuri (Ulmenion minoris).
La baza desemnării sitului se află mai multe specii protejate de  păsări (15): pescăruș albastru (Alcedo atthis), Ardea cinerea cinerea, barză albă (Ciconia ciconia ciconia), ciocănitoarea de stejar (Dendrocopos medius), ciocănitoare pestriță mică (Dendrocopos minor), Falco peregrinus peregrinus, sfrâncioc roșiatic (Lanius collurio), ciocârlie de pădure (Lullula arborea), privighetoare (Luscinia megarhynchos), Luscinia svecica cyanecula, gaia neagră (Milvus migrans), gaia roșie (Milvus milvus), viespar (Pernis apivorus), codroșul de pădure (Phoenicurus phoenicurus), ciocănitoare verzuie (Picus canus)